# Gaffney
Gaffney é uma cidade localizada no Condado de Cherokee, que fica no estado norte-americano da Carolina do Sul. Em seu website oficial é descrita como "pequena cidade, grandes aventuras". 

## História
Como muitas cidades da Carolina do Sul, Gaffney teve a influência demográfica e cultural dos negros que foram trazidos da África como escravos para trabalhar na agricultura da região, no chamado cinturão do algodão, onde estava inserida. 
Foi, inclusive, durante a integração racial na região, no final dos anos 1960, que a cidade se tornou famosa por ter vivido um episódio de assassinatos em série, quando Lee Roy Martin estuprou e estrangulou quatro jovens, três delas brancas e uma delas negra, em áreas remotas locais. Em 2009, a cidade viveria outro episódio de uma série de assassinatos: em julho daquele ano o spree killer Patrick Tracy Burris fez 5 vítimas na cidade num período de seis dias.  
A cidade já foi uma grande produtora de pêssegos, um dos símbolos locais, e está inserida no contexto da Guerra da Independência dos Estados Unidos, já que está sediada no Condado de Cherokee, onde se costuma dizer "a liberdade foi conquistada aqui".   

## Demografia
Segundo o censo norte-americano, em julho de 2019 sua população estimada era de 12.609 pessoas. Destas, 22.8% eram pessoas com menos de 18 anos de idade e 17.8% eram maiores de 65, enquanto 51.5% era mulheres; 54.1% de sua população era branca e 40.6% era de afrodescendentes, enquanto a restante era composta por outras etnias, como a hispânica.  
A idade média de seus habitantes é de 35 anos e 8 meses. 

## Economia
Segundo o censo de 2019, a cidade tem um total de 990 negócios e 47,7% da sua população com mais de 16 anos trabalhava como empregado de algum negócio/empresa. 
A renda familiar média anual era de 30.114 dólares. 

## Símbolos e turismo

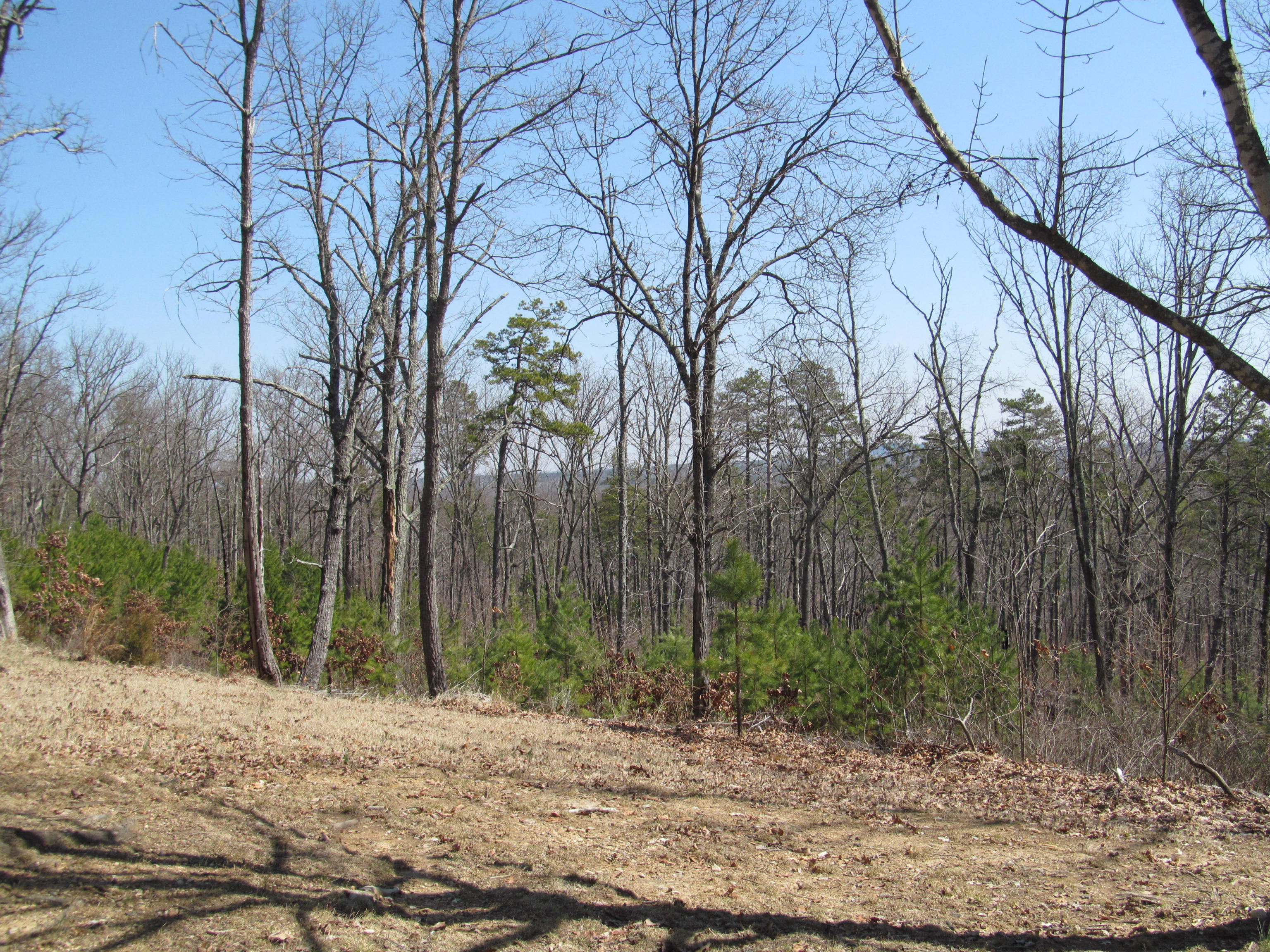
Kings Mountain National Military Park

Em seu website a cidade se descreve como a "cidade do pêssego" e seu mascote é simplesmente chamado Peach (pêssego em inglês). Um de seus pontos turísticos é o The Peachoid, uma escultura em forma de pêssego.  
Outro de seus monumentos é um memorial, o Cowpens National Battlefield, que relembra a Batalha de Cowpens contra o exército britânico. 
A cidade também tem uma trilha de 15 quilômetros até o Kings Mountain National Military Park, que fica na cidade vizinha de Blacksburg, outro dos marcos da Guerra da Independência.
A cidade possui uma ampla rede de restaurantes e hotéis.   

## Geografia
De acordo com o United States Census Bureau, tem uma área de 20,5 km², dos quais 20,4 km² cobertos por terra e 0,1 km² cobertos por água. Gaffney localiza-se a aproximadamente 239m acima do nível do mar. 

## Localidades na vizinhança
O diagrama seguinte representa as localidades num raio de 20 km ao redor de Gaffney.